# House of Blues

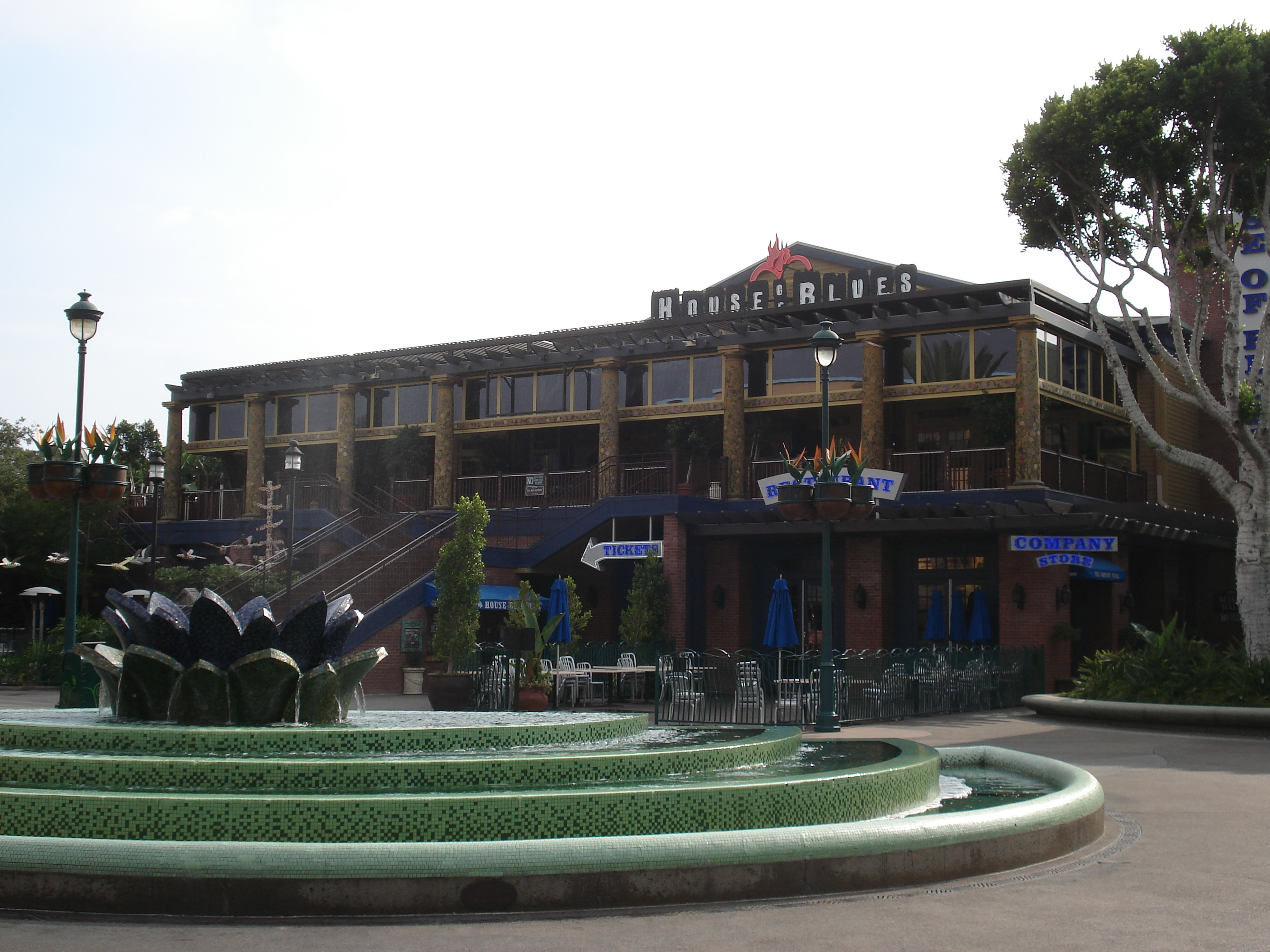
House of Blues w Disneyland Resort w Kalifornii.

House of Blues – nazwa dwunastu obiektów muzycznych i restauracyjnych na terenie Stanów Zjednoczonych. Pierwszy House of Blues powstał w 1992 roku i założony został przez Isaaca Tigretta, współtwórcę Hard Rock Cafe, i Dana Aykroyda. Wieczorne koncerty oraz południowa kuchnia spowodowały, że lokale określane są miejscami, "gdzie muzyka i jedzenie karmią duszę." 

## Historia
Pierwszy House of Blues, obecnie już nieistniejący, został otwarty 26 listopada 1992 roku w Cambridge w stanie Massachusetts. Początkowo cały biznes finansowany był przez m.in.: Dana Aykroyda, Aerosmith, Paula Shaffera, Rivera Phoenixa, Jima Belushiego oraz Harvard University (obiekt znajdował się na obszarze Harvard Square). 
Dan Aykroyd i Jim Belushi wciąż pozostają silnie powiązani z House of Blues. Byli obecni na większości wielkich otwarć kolejnych restauracji, a podczas tych w Houston i Bostonie wystąpili na scenie.
5 lipca 2006 roku Live Nation, największy koncern koncertowy, nabył House of Blues. Jako dywizja Live Nation sieć składa się z 12 klubów na terenie całych Stanów Zjednoczonych. Dziewięć z nich zawiera ekskluzywne członkostwo VIP.

## Lokalizacje
- Anaheim, Kalifornia (w Disneyland Resort)
- San Diego, Kalifornia
- West Hollywood, Kalifornia
- Orlando, Floryda
- Chicago, Illinois (gdzie stanowi również hotel)
- Nowy Orlean, Luizjana
- Boston, Massachusetts
- Las Vegas, Nevada (w Mandalay Bay Resort and Casino)
- Cleveland, Ohio
- Myrtle Beach, Karolina Południowa
- Dallas, Teksas
- Houston, Teksas (w Houston Pavilions)